# Eastern Air Lines
Eastern Air Lines (còn được gọi ngắn gọn là Eastern) là một hãng hàng không của Hoa Kỳ, hoạt động từ năm 1926 đến năm 1991. Trước khi giải thể, hãng có trụ sở chính tại Sân bay quốc tế Miami, trong một khu chưa hợp nhất thuộc Quận Miami-Dade, Florida.